# Resolutie 366 Veiligheidsraad Verenigde Naties
Resolutie 366 van de Veiligheidsraad van de Verenigde Naties werd unaniem aangenomen op 17 december 1974. Het was de laatste VN-Veiligheidsraadsresolutie van dat jaar. De resolutie eiste dat Zuid-Afrika gehoor zou geven aan eerdere resoluties die het land opdroegen Zuidwest-Afrika te verlaten.

## Achtergrond
Zuid-Afrika had na de Eerste Wereldoorlog een mandaat gekregen om Zuidwest-Afrika, het huidige Namibië, te besturen. Daar kwam tegen de jaren zestig verzet tegen. Zeker nadat Zuid-Afrika een politiek van apartheid begon te voeren, kwam er ook internationaal verzet, en in 1968 beëindigde de Verenigde Naties het mandaat. Zuid-Afrika weigerde Namibië te verlaten en hun verdere aanwezigheid werd door de VN illegaal verklaard.

## Inhoud
De Veiligheidsraad:
- Herinnert aan 2145 (XXI) van de Algemene Vergadering die Zuid-Afrika's mandaat over Namibië beëindigde, 2248 (S-V) die de VN-Raad voor Namibië oprichtte en alle volgende resoluties over Namibië met 3295 (XXIX in het bijzonder.
- Herinnert aan de resoluties 245, 246, 264, 269, 276, 282, 283, 284, 300, 301 en 310 die de beslissingen van de Algemene Vergadering bevestigden.
- Is bezorgd over de blijvende illegale aanwezigheid van Zuid-Afrika in Namibië en de weigering om aan de VN-resoluties en het advies van het Internationaal Gerechtshof te voldoen.
- Is erg bezorgd om de brutale repressie van het Namibische volk, de schendingen van de mensenrechten en de pogingen om de nationale eenheid en territoriale integriteit van Namibië te vernietigen.

1. Veroordeelt de illegale bezetting van Namibië door Zuid-Afrika.
2. Veroordeelt de invoering van racistische en repressieve wetten.
3. Eist een verklaring van Zuid-Afrika waarin het de beslissingen van de VN, het advies van het Internationaal Gerechtshof en de territoriale integriteit en eenheid van Namibië onderkent.
4. Eist dat Zuid-Afrika zich terugtrekt uit Namibië en de macht overdraagt aan het Namibisch volk.
5. Eist dat Zuid-Afrika in tussentijd:
a. De Universele verklaring van de rechten van de mens naleeft.
b. Alle politieke gevangenen, inclusief die gevangen werden onder de interne veiligheidswetten, vrijlaat.
c. Alle raciaal-discriminerende en politiek-repressieve wetten, en in het bijzonder de thuislanden, herroept.
d. Alle Namibische bannelingen vrije terugkeer toestaat.
6. Beslist om op de hoogte te blijven en tegen 30 mei te bekijken in hoeverre Zuid-Afrika aan deze resolutie zou voldoen. Eventueel zouden verdere maatregelen worden overwogen.

## Verwante resoluties
- Resolutie 323 Veiligheidsraad Verenigde Naties
- Resolutie 342 Veiligheidsraad Verenigde Naties
- Resolutie 385 Veiligheidsraad Verenigde Naties
- Resolutie 431 Veiligheidsraad Verenigde Naties

Lijst ·  345 ·  346 ·  347 ·  348 ·  349 ·  350 ·  351 ·  352 ·  353 ·  354 ·  355 ·  356 ·  357 ·  358 ·  359 ·  360 ·  361 ·  362 ·  363 ·  364 ·  365 ·  366